# Observador
Observador (Observatören på svenska) är en portugisisk daglig nättidning, grundad 2014, som har sitt huvudkontor i Lissabon, Portugals huvudstad.